# American Basketball League 1962-1963
La stagione ABL 1962-63 fu la seconda e ultima della American Basketball League. Parteciparono 6 squadre in un unico girone.
Rispetto alla stagione precedente gli Hawaii Chiefs, i New York Tapers e i San Francisco Saints si trasferirono rispettivamente a Long Beach, Filadelfia e Oakland, diventando i Long Beach Chiefs, mentre  si spostarono a , prendendo il nome di Philadelphia Tapers. I Cleveland Pipers, campioni in carica, scomparvero.
La lega fallì il 31 dicembre 1962, e i Kansas City Steers, possessori del miglior record al momento dell'interruzione, vennero dichiarati campioni.

## Squadre partecipanti
- Chicago Majors
- K.C. Steers
- Long Beach Chiefs
- Oakland Oaks
- Philadelphia Tapers
- Pittsburgh Rens

## Classifica
| Squadra             | V  | P  | %    | GB   |
| ------------------- | -- | -- | ---- | ---- |
| Kansas City Steers  | 22 | 9  | 71,0 | -    |
| Long Beach Chiefs   | 16 | 8  | 66,7 | 2,5  |
| Pittsburgh Rens     | 12 | 10 | 54,5 | 5,5  |
| Oakland Oaks        | 11 | 14 | 44,0 | 8    |
| Philadelphia Tapers | 10 | 18 | 35,7 | 10,5 |
| Chicago Majors      | 8  | 20 | 28,6 | 12,5 |

## Vincitore
| Campione ABL 1962              |
| ------------------------------ |
| Kansas City Steers (1º titolo) |

## Statistiche
| Categoria      | Giocatore    | Squadra            | Stat |
| -------------- | ------------ | ------------------ | ---- |
| Punti per gara | Bill Bridges | Kansas City Steers | 29,2 |